# Poggiodomo
Poggiodomo – miejscowość i gmina we Włoszech, w regionie Umbria, w prowincji Perugia.
Według danych na rok 2012 gminę zamieszkiwało 135 osób, 4,3 os./km².